# Ormosia macrodisca
Ormosia macrodisca är en ärtväxtart som beskrevs av John Gilbert Baker. Ormosia macrodisca ingår i släktet Ormosia och familjen ärtväxter. Inga underarter finns listade i Catalogue of Life.